# علم الكائنات الروحية

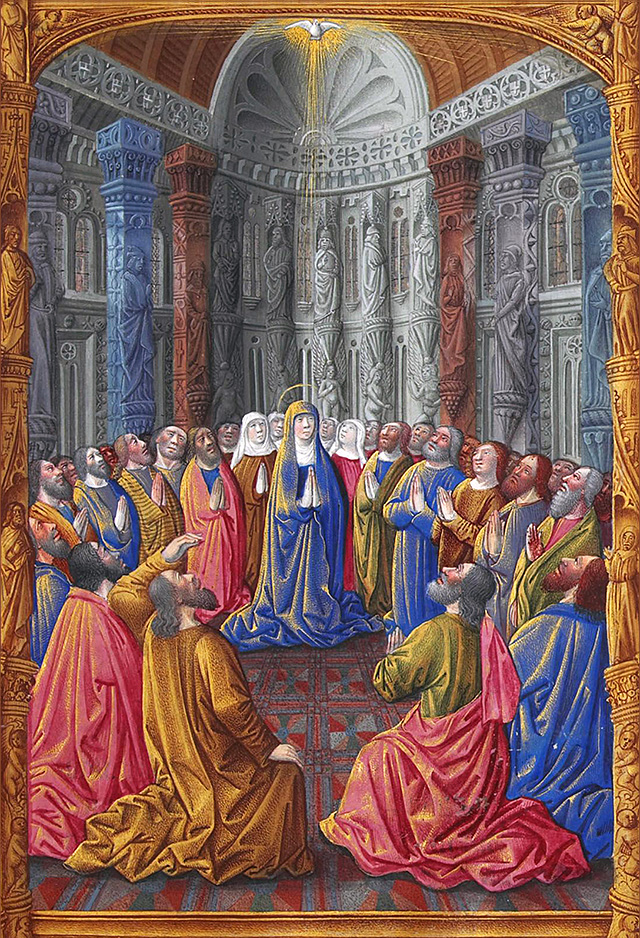

علم الكائنات الروحية (بالإنجليزية: Pneumatology)‏ هو دراسة الكائنات الروحية وظواهرها، خصوصا المفاهيم الروحية الخاصة بالإنسان والعلاقة بين الإنسان والله، وبحسب قاموس المعاني فهو عقيدة أو نظرية الكائنات الروحية الاعتقاد بوساطة الأرواح بين الله والناس.
في علم الكائنات الروحية يتم التمييز بين الروح والنفس.